# Campionati africani di atletica leggera 2018 - Salto in alto maschile
Il concorso del salto in alto maschile ai campionati africani di atletica leggera di Asaba 2018 si è svolto il 2 agosto allo Stadio Stephen Keshi.
La competizione è stata vinta dal keniano Mathew Sawe.

## Programma
| Data          | Ora | Evento |
| ------------- | --- | ------ |
| 2 agosto 2018 |     | Finale |

## Podio
| Oro     | Mathew Sawe Kenya      |
| Argento | Chris Moleya Sudafrica |
| Bronzo  | Mpho Links Sudafrica   |

## Risultati
| Class   | Atleta                 | Nazione        | 1.85 | 1.95 | 2.00 | 2.05 | 2.10 | 2.15 | 2.18 | 2.21 | 2.24 | 2.26 | 2.28 | 2.30 | 2.32 | Risultati | Note |
| ------- | ---------------------- | -------------- | ---- | ---- | ---- | ---- | ---- | ---- | ---- | ---- | ---- | ---- | ---- | ---- | ---- | --------- | ---- |
| Oro     | Mathew Sawe            | Kenya          | –    | o    | –    | –    | o    | o    | o    | o    | –    | xo   | xxo  | xo   | xx   | 2.30      | =    |
| Argento | Chris Moleya           | Sudafrica      | –    | –    | –    | x–   | x–   | o    | xo   | o    | –    | o    | –    | xxx  |      | 2.26      |      |
| Bronzo  | Mpho Links             | Sudafrica      | –    | –    | –    | xxo  | o    | xo   | xx–  | x    |      |      |      |      |      | 2.15      |      |
| 4       | Mike Edwards           | Nigeria        | –    | –    | –    | o    | o    | xxo  | –    | xxx  |      |      |      |      |      | 2.15      |      |
| 5       | Marouane Kacimi        | Marocco        | –    | –    | o    | –    | xxo  | xxx  |      |      |      |      |      |      |      | 2.10      |      |
| 6       | Mohamed Aboutaleb      | Egitto         | –    | o    | o    | xo   | xxx  |      |      |      |      |      |      |      |      | 2.05      |      |
| 6       | Daniel Ngembou         | Rep. del Congo | –    | –    | o    | xo   | xxx  |      |      |      |      |      |      |      |      | 2.05      |      |
| 8       | Noe Ondja              | Burkina Faso   | –    | o    | xxo  | xxo  | xxx  |      |      |      |      |      |      |      |      | 2.05      |      |
| 9       | Ali Mohd Younes Idriss | Sudan          | –    | o    | o    | xxx  |      |      |      |      |      |      |      |      |      | 2.00      |      |
| 10      | Norris Brioche         | Seychelles     | –    | o    | xx   |      |      |      |      |      |      |      |      |      |      | 1.95      |      |
| 11      | Kadmiel Enders         | Liberia        | o    | xxx  |      |      |      |      |      |      |      |      |      |      |      | 1.85      |      |
| 11      | Nuop Lim               | Etiopia        | o    | xxx  |      |      |      |      |      |      |      |      |      |      |      | 1.85      |      |
| N.D.    | Ramiz Ouedraogo        | Burkina Faso   |      |      |      |      |      |      |      |      |      |      |      |      |      | dns       |      |